# Истомино (Бурятия)
Исто́мино — село в Кабанском районе Бурятии. Входит в сельское поселение «Ранжуровское».

## География
Расположено у крайнего юго-западного угла дельты Селенги, на берегу байкальского залива Сор-Черкалово (или Истоминского сора), в 10 км к западу от центра сельского поселения — улуса Ранжурово. Село находится на 42-м километре республиканской автодороги 03К-040 Береговая — Кабанск —Посольское, в 33 км северо-западнее районного центра — села Кабанска.

## Население
| 2002 | 2010 |
| ---- | ---- |
| 323  | ↘277 |

## Наука
В селе базируется Международный эколого-образовательный центр «Истомино», подведомственный Байкальскому институту природопользования СО РАН.